# Английский язык
Англи́йский язы́к (самоназвание — English, the English language) — язык англо-фризской подгруппы западной группы германской ветви индоевропейской языковой семьи. Английский язык — важнейший международный язык, что является следствием колониальной политики Британской империи в XIX и первой половине XX века, а также мирового влияния Соединённых Штатов Америки в XX—XXI веках. Является одним из наиболее распространённых языков в мире. Существует значительное разнообразие диалектов и говоров английского языка.
Английский язык возник в раннем Средневековье как потомок англосаксонского языка, на котором говорили англосаксы. Он стал родным для большинства населения Великобритании, а с территориальным ростом Британской империи распространился в Азию, Африку, Северную Америку и Австралию. После обретения независимости британскими колониями английский язык остался либо родным языком большей части населения (США, Канада, Австралия, Новая Зеландия), либо одним из официальных языков (Индия, Нигерия). Английский язык изучают в образовательных учреждениях многих стран как иностранный.
В СССР английский язык был введён в школьную программу в 1961—1962 учебном году как один из основных языков по постановлению Совета министров СССР от 27 мая 1961 г. № 468 «Об улучшении изучения иностранных языков».

## Лингвогеография

Карта знания английского языка в Европейском союзе

Английский язык — родной для около 335 млн человек (2003 год), третий родной язык в мире после китайского и испанского. Людей, говорящих на нём (включая тех, для кого он является вторым языком), — свыше 1,3 млрд человек (2007). Один из шести официальных и рабочих языков ООН.
Английский язык является официальным в 54 странах — Великобритании, США, Австралии, один из официальных языков Ирландии (наряду с ирландским), Канады (наряду с французским) и Мальты (вместе с мальтийским), Новой Зеландии (наряду с маори и жестовым). Используется в качестве официального в некоторых государствах Азии (Индия, Пакистан и других) и Африки (в основном это бывшие колонии Британской империи, входящие в Содружество наций), при этом большинство населения этих стран является носителями других языков. Говорящих на английском языке в лингвистике называют англофонами; особенно этот термин распространён в Канаде (в том числе в политическом контексте, где англофоны в некоторых отношениях противопоставляются франкофонам).

### Вариативность английского языка
Английский язык имеет многовековую историю становления, развития и территориального распространения, которая неразрывно связана с изменением языка, происходящим с течением времени, а также географическим и социальным разнообразием его употребления. В его формировании внутри Англии участвовали разные диалекты, а с расширением зоны массового расселения носителей данного языка за пределы собственно Англии и Великобритании со временем стало возможным говорить и о национальных вариантах английского языка (британском или американском английском и пр.).

#### Варианты английского языка. Национальные варианты
Лексические, произносительные и грамматические особенности речи массы носителей английского языка в тех странах, где он имеет статус государственного (официального), объединяют в понятие национальных вариантов английского. Прежде всего речь о тех странах, где для большинства населения он является родным. Соответственно, выделяются британский, ирландский, американский (США), канадский, австралийский и новозеландский английский. Внутри этих стран (национальных вариантов) речь носителей фактически также неоднородна, подразделяясь на региональные и местные варианты, говоры, территориальные и социальные диалекты, но нередко имеет общие отличия от национальных вариантов других стран.

#### Диалекты
У английского языка множество диалектов. Их разнообразие в Великобритании значительно более велико, чем в США, где основой литературной нормы до середины XX века являлся средне-атлантический (Mid-Atlantic) диалект. С 50-х годов XX века господствующая роль в США перешла к средне-западному (Mid-Western) диалекту.
В работах современных исследователей отмечается значительная вариативность английского языка в современном мире. Брадж Качру и Дэвид Кристал выделяют три концентрически расходящихся из одной точки круга стран его распространения. В первый, внутренний, входят страны с издавна преобладающим числом носителей английского как родного; во второй — страны Британского содружества, где он является одним из официальных, не являясь родным для большинства населения, и третий, расширяющийся на остальные страны, где английский становится языком межгосударственного общения, в том числе научного. Распространение английского языка на всё новые территории и сферы человеческой деятельности вызывает в современном мире неоднозначную реакцию.

##### Англия
- Кокни (Cockney) — термин для ряда исторических диалектов районов и ремесленных цехов Лондона
- Скауз (Scouse) — диалект жителей Ливерпуля
- Джорди[англ.] — диалект жителей Нортумберленда, в частности, Ньюкасла на Тайне
- West Country
- East England (Восточная Англия)
- Birmingham (Brummy, Brummie) (Бирмингем)
- Cheshire (Чешир)
- Cornwall (Корнуолл)
- Cumberland (Камберленд)
- Central Cumberland (Центральный Камберленд)
- Devonshire (Девоншир)
- East Devonshire (Восточный Девоншир)
- Dorset (Дорсет)
- Durham (Дарэм)
- Bolton Lancashire (Болтон в Лэнкэшир)
- North Lancashire
- Radcliffe Lancashire
- Northumberland (Нортумберленд)
- Norfolk (Норфолк)
- Tyneside Northumberland (Тайнсайд Нортумберленд)
- Somerset (Сомерсет)
- Sussex (Сассекс)
- Westmorland (Уэстморленд)
- North Wiltshire (Уилтшир)
- Craven Yorkshire (Йоркшир)
- North Yorkshire (Северный Йоркшир)
- Sheffield Yorkshire (Шеффилд)
- West Yorkshire (Западный Йоркшир)

##### Шотландия, Уэльс и Ирландия
- Lowland Scottish (равнинная Шотландия) — также считается отдельным языком (Lowland Scots).
- Edinburgh (Эдинбург) — также считается диалектом языка Lowland Scots.
- Belfast (Белфаст)
- South Wales (Южный Уэльс)
- Йола — мёртвый язык, отделился от средневекового английского.

##### Северная Америка
- Американский английский (AmE, AmEng, USEng)
  - Социо-культурные диалекты
    - Афроамериканский английский
    - Чикано
    - Стандартный американский английский

  - Региональные диалекты
    - Северо-восточные диалекты
      - Бостонский диалект
      - Диалект Мэна и Нью-Гэмпшира
      - Нью-йоркский диалект, Northern New Jersey Dialect (New York metropolitan area)
      - Диалект г. Провиденс, штат Род-Айленд
      - Вермонтский диалект
      - Филадельфийский диалект
      - Питтсбургский диалект

    - Внутриматериковый северный американский диалект (включает западную и центральную части штата Нью-Йорк)
      - Северный пенсильванский диалект (Скрэнтон, Пенсильвания)

    - Среднеатлантические диалекты
      - Вашингтонский диалект
      - Балтиморский диалект
      - Тайдуотерский диалект
      - Виргинский подгорный диалект

    - Внутриконтинентальные северные диалекты (нижняя часть Мичигана, северные Огайо и Индиана, пригороды Чикаго, частично Висконсин и штат Нью-Йорк)
      - Чикагский диалект
      - Буффальский диалект

    - Северный центральный американский диалект (главным образом Миннесота, но также частично Висконсин, верхняя часть Мичигана, и частично Северная Дакота, Южная Дакота, и Айова)
      -         - Юпер (Разновидность северного центрального диалекта, используется в верхней части Мичигана и в некоторых соседних областях)

    - Центральный американский английский
      - Северный центральный (тонкая полоса от Небраски до Огайо)
      - Сент-Луисский диалект
      - Южный центральный (тонкая полоса от Оклахомы до Пенсильвании)
      - Аппалачский английский

    - Южные американские диалекты
      - Прибрежный юго-восточный (Чарлстон, Южная Каролина, Саванна, Джорджия)
      - Каджун (потомки французов в Луизиане)
      - Диалект острова Харкерс (Северная Каролина)
      - Диалект плато Озарк
      - Подгорный диалект
      - Южный нагорный диалект
      - Флоридский колониальный диалект
      - Галла или гичи
      - Тампский диалект
      - Техасский диалект
      - Ят (Новый Орлеан)

    - Западные диалекты
      - Калифорнийский
      - Ютский
      - Айдахо
      - Бунтлинг
      - Гавайский
      - Тихоокеанский северо-западный
- Канадский английский (CanE, CanEng)
  - Нью-фаундленский
  - Приморский диалект
    - Луненбургский диалект

  - Западный и центральный канадский английский
    - Квебекский диалект
    - Оттавская гнусавость
    - Тихоокеанский северо-западный диалект

##### Индия
Индийский вариант английского языка является одним из крупнейших в мире по числу носителей. Он, в свою очередь, распадается на диалекты, важнейшими из которых являются:
- Standard Indian English — используется в федеральных СМИ Индии, практически совпадает с хинглишем
- Хинглиш — диалект, на котором говорят в основном люди, родным языком которых является хинди
- Пенджабский английский
- Ассамский английский
- Тамильский английский

##### Иные
- Австралийский вариант английского языка
- Новозеландский английский
- Бермудский английский
- Канадский английский
- Английский язык как лингва-франка

##### Псевдодиалекты
Смешанные языки:
- Спанглиш
- Рунглиш
- Денглиш
- Франгле
- Эстонглиш
- Панкглиш

## История
Предок современного английского языка — древнеанглийский язык — выделился в дописьменный период своей истории из среды германских языков, сохранив с ними много общего как в лексике, так и в грамматическом строе. В более раннюю эпоху сами древние германцы выделились из индоевропейской культурно-языковой общности, включавшей предков современных народов, говорящих на индоиранских — (индийских, иранских) и европейских (кельтских, романских, германских, балтийских и славянских) языках. И германские языки сохранили древние пласты общеиндоевропейской лексики, претерпевшей в них закономерные (законы Гримма и Вернера) исторические изменения, продолжившиеся и в английском после приобретения им самостоятельности. Так, к общеиндоевропейской лексике традиционно относят термины родства и количественные числительные.
Принято делить историю английского языка на следующие периоды: древнеанглийский (450—1066 гг., год завоевания Англии норманнами), среднеанглийский (1066—1500), новоанглийский (с 1500 года до нашего времени). Некоторые языковеды выделяют также ранненовоанглийский период (конец XV — середина XVII века).

### Древнеанглийский период
Родоначальники нынешних англичан — германские племена англов, саксов и ютов, — переселились на Британские острова в середине V века. В эту эпоху их язык был близок к нижненемецкому и фризскому, но в последующем своём развитии он далеко отошёл от других германских языков. В течение древнеанглийского периода англосаксонский язык (так многие исследователи называют древнеанглийский язык) изменяется мало, не отступая от линии развития германских языков, если не считать расширения словаря.
Переселившиеся в Великобританию англосаксы вступили в жестокую борьбу с коренным местным населением — кельтами. Это соприкосновение с кельтами почти не повлияло ни на структуру древнеанглийского языка, ни на его словарь. Не больше восьмидесяти кельтских слов сохранилось в памятниках древнеанглийского языка. Среди них:
- слова, связанные с культом: cromlech — кромлех (постройки друидов), coronach — древнее шотландское погребальное причитание;
- слова военного характера: javelin — дротик/метательное копьё, pibroch — военная песня;
- названия животных: hog — свинья.

Некоторые из этих слов прочно обосновались в языке и употребляются поныне, например: tory ‘член консервативной партии’ — по-ирландски значило ‘разбойник’, clan — племя, whisky — виски. Некоторые из этих слов стали международным достоянием, например: виски, плед, клан. Такое слабое влияние кельтского на древнеанглийский язык можно объяснить культурной слабостью кельтов по сравнению с победителями-англосаксами. Влияние римлян, владевших частью территории Британии в течение 400 лет, значительнее. Латинские слова входили в древнеанглийский язык в несколько этапов. Во-первых, часть латинизмов была воспринята германоязычным населением севера континентальной Европы ещё до переселения части германцев на Британские острова. В их числе:
- street — от лат. strata via ‘прямая, мощёная дорога’;
- wall — от лат. vallum, стена;
- wine — от лат. vinum ‘вино’.

Ещё часть — непосредственно после переселения англосаксов: таковы названия местностей, например:
- Chester, Gloucester, Lancaster — от лат. castrum ‘военный лагерь’, или
- Lincoln, Colches — от лат. colonia ‘колония’,
- Port-Smouth, Devonport — от лат. portus ‘гавань’ и ряд других.

Латинскими по происхождению оказываются и названия многих видов еды и одежды:
- butter — греко-латинское butyrum ‘масло’,
- cheese — лат. caseus ‘сыр’,
- pall — лат. pallium ‘плащ’;

названия ряда культурных или используемых в хозяйстве растений:
- pear — лат. pira ‘груша’,
- peach — лат. persica ‘персик’.

Ещё один слой латинских слов относится к эпохе проникновения в Британию христианства. Таких слов около 150. Эти слова также глубоко вошли в язык и стали его частью наряду с коренными германскими словами. Таковы прежде всего термины, непосредственно относящиеся к церкви:
- apostle — греко-лат. apostolus ‘апостол’,
- bishop — греко-лат. episcopus ‘епископ’,
- cloister — лат. claustrum ‘монастырь’.

Эпоха набегов, а потом и временного завоевания Британии викингами (790—1042) даёт древнеанглийскому языку значительное количество общеупотребительных скандинавских по происхождению слов, таких как: call — называть, cast — бросать, die — умирать, take — брать, ugly — безобразный, ill — больной. Характерно и заимствование грамматических слов, например both — оба, same — тот же, they — они, their — их и др. В конце этого периода постепенно начинает проявляться процесс огромной важности — отмирание флексии. Не исключено, некоторую роль в этом сыграло фактическое двуязычие части английской территории, находившейся под датским управлением: языковое смешение привело к обычным последствиям — упрощению грамматического строя и морфологии. Флексия начинает раньше исчезать именно на севере Британии — в Области датского права. В итоге исчезновение флексий сделало современный английский по большей части изолирующим языком.

### Среднеанглийский период
Следующий период в развитии английского языка охватывает время с 1066 по 1485 годы. Нормандское завоевание 1066 года ввело в древнеанглийский язык новый могучий лексический пласт так называемых норманизмов — слов, восходящих к норманно-французскому диалекту старофранцузского языка, на котором говорили завоеватели. Долгое время норманно-французский оставался в Англии языком церкви, управления и высших классов. Но завоеватели были слишком немногочисленны, чтобы навязать стране свой язык в неизменённом виде. Постепенно средние и мелкие землевладельцы, принадлежавшие в сравнительно большей степени к коренному населению страны — англосаксам, приобретают большее значение. Вместо господства норманно-французского языка постепенно складывается своеобразный «языковый компромисс», результатом которого становится язык, приближающийся к тому, который мы называем английским. Но норманно-французский язык господствующего класса отступал медленно: только в 1362 году английский язык был введён в судопроизводство, в 1385 году было прекращено преподавание на норманно-французском языке, и его заменил английский язык, а с 1483 года и парламентские законы стали издаваться на английском языке. Хотя основа английского языка осталась германской, но он включил в свой состав такое огромное количество (см. ниже) старофранцузских слов, что стал языком смешанным. Процесс проникновения старофранцузских слов продолжается до конца среднеанглийского периода, но пика достигает в промежутке между 1250 и 1400 годами.
Как и следовало ожидать, к старофранцузскому восходят (за исключением исконно германских king — король, queen — королева и немногих других) подавляющее большинство слов, относящихся к управлению государством:
- reign — царствовать, government — правительство, crown — корона, state — государство и т. д.;

большинство титулов знати:
- duke — герцог,
- peer — пэр;

слова, относящиеся к военному делу:
- army — армия,
- peace — мир,
- battle — битва,
- soldier — солдат,
- general — генерал,
- captain — капитан,
- enemy — неприятель;

термины суда:
- judge — судья,
- court — суд,
- crime — преступление;

церковные термины:
- service — служба (церковная),
- parish — приход.

Очень показательно, что слова, имеющие отношение к торговле и промышленности, — старофранцузского происхождения, а названия простых ремёсел[какие?] — германские. Пример первых: commerce — торговля, industry — промышленность, merchant — купец. Не менее показательны для истории английского языка два ряда слов, отмеченных ещё Вальтером Скоттом в его романе «Айвенго»:
названия живых животных — германские:
- ox — бык,
- cow — корова,
- calf — телёнок,
- sheep — овца,
- pig — свинья;

названия же мяса этих животных заимствованы из старофранцузского:
- beef (совр. фр. le bœuf) — говядина,
- veal (совр. фр. le veau) — телятина,
- mutton (совр. фр. le mouton) — баранина,
- pork (совр. фр. le porc) — свинина

и т. д.
Грамматическое строение языка претерпевает в этот период дальнейшие изменения: именные и глагольные окончания сначала подвергаются смешению, ослабевают, а затем, к концу этого периода почти совершенно исчезают. В прилагательных появляются, наряду с простыми способами образования степеней сравнения, новые аналитические, посредством прибавления к прилагательному слов more ‘более’ и most ‘больше всего’. К концу этого периода (1400—1483) относится в стране победа над другими английскими диалектами диалекта лондонского. Этот диалект возник на основе слияния и развития южных и центральных диалектов. В фонетике происходит так называемый Великий сдвиг гласных.
В результате миграции в 1169 году части британцев на территорию ирландского графства Уэксфорд самостоятельно развивался язык йола, исчезнувший в середине XIX века.

### Новоанглийский период

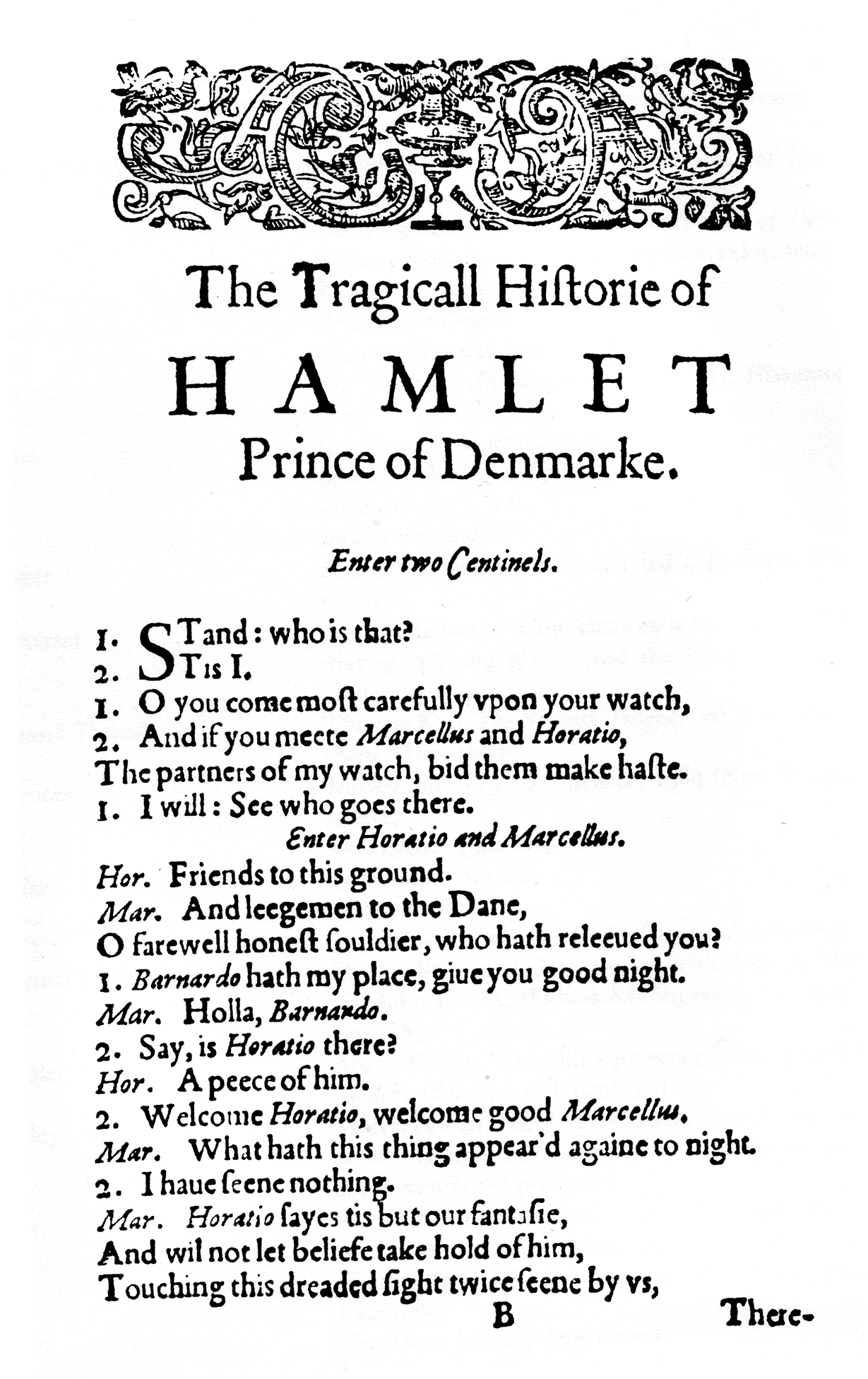
Первая страница пьесы Уильяма Шекспира «Гамлет» на английском языке

Период последующего развития английского языка, к которому принадлежит и состояние языка современной Англии, начинается в конце XV века. С развитием книгопечатания и массовым распространением книг происходит закрепление нормативного книжного языка, фонетика и разговорный язык продолжают изменяться, постепенно отдаляясь от словарных норм. Важным этапом развития английского языка стало образование в британских колониях диаспоральных диалектов.

## Письменность
Письменность древних германцев была рунической; на основе латинского алфавита существует с VII века (в раннем Средневековье использовались добавочные буквы, но они вышли из употребления). Современный английский алфавит содержит 26 букв.
Орфография английского языка считается одной из самых трудных для изучения среди индоевропейских. Отражая сравнительно верно английскую речь периода Возрождения, она совершенно не соответствует современной устной речи британцев, канадцев, американцев, австралийцев и других носителей языка. Большое количество слов в письменном виде включает буквы, не произносящиеся при чтении, и, наоборот, многие произносимые звуки не имеют графических эквивалентов. Так называемые «правила чтения» ограничены таким высоким процентом исключений, что теряют всякий практический смысл. Учащемуся приходится изучать написание или чтение почти каждого нового слова, в связи с чем в словарях принято указывать транскрипцию каждого слова. Известный языковед Макс Мюллер назвал английскую орфографию «национальным бедствием».

Сравнение английских правописаний.

Орфографических норм в английском языке пять — британская (также «орфография Содружества»), британская оксфордская, американская, канадская и австралийская.
Пунктуация является одной из самых простых. Между британским английским и американским английским имеется ряд отличий и в пунктуации. Так, к примеру, при вежливой форме обращения на письме в Великобритании точка после Mr, Mrs или Dr не ставится, в отличие от США, где напишут Mr. Jackson вместо Mr Jackson. Есть также различие в форме кавычек: американцы употребляют двойной апостроф ‘‘…’’, а британцы одинарный ‘…’, более активное употребление в американском серийной запятой и т. д.
Передача англоязычных имён и названий в русском тексте определяется довольно сложной системой правил, компромиссных между фонетической и орфографической системами, подробнее см. в статье «Англо-русская практическая транскрипция». Множество имён и названий, однако, передаются по традиции, архаично, в частичном или полном противоречии этим правилам.

## Лингвистическая характеристика

### Фонетика
Если взять за единицу сравнения так называемое стандартное произношение английского языка в Англии, государствах Содружества и США, не учитывая особенностей современных диалектов и наречий США и Англии, можно отметить:
- почти полное отсутствие «мягких», то есть палатализованных согласных;
- отсутствие оглушения конечных звонких согласных, — явления, наблюдающегося в русском языке;
- ассимиляция и диссимиляция в английском языке осуществляется значительно реже, чем в русском;
- сильная редукция гласных.

| Признаки            | Губно-губные | Губно-зубные | Зубные | Альвеолярные | Постальвеолярные | Палатальные | Велярные | Глоттальные |
| ------------------- | ------------ | ------------ | ------ | ------------ | ---------------- | ----------- | -------- | ----------- |
| Носовые             | m            |              |        | n            |                  |             | ŋ        |             |
| Взрывные            | pʰ b         |              |        | tʰ d         |                  |             | kʰ g     |             |
| Аффрикаты           |              |              |        |              | tʃ dʒ            |             |          |             |
| Щелевые             |              | f v          | θ ð    | s z          | ʃ ʒ              |             | (x)      | h           |
| Аппроксиманты       |              |              |        | ɹ            |                  | j           | (ʍ) w    |             |
| Латеральные сонанты |              |              |        | l ɫ          |                  |             |          |             |

Для английского языка характерны апикальные смычные альвеолярные согласные, то есть кончик языка поднят к альвеолам. А для русского языка характерна ламинальные смычные, они обратны апикальным, то есть кончик языка опущен и расслаблен.
Гласных очень много, вот они:
| Признаки      | Передние | Передние | Средние | Средние | Задние | Задние  |
| Признаки      | долгие   | краткие  | долгие  | краткие | долгие | краткие |
| ------------- | -------- | -------- | ------- | ------- | ------ | ------- |
| Верхние       | iː       | ɪ        |         |         | uː     | ʊ       |
| Средне-нижние |          | ɛ        | ɜː      | ə       | ɔː     | ʌ       |
| Нижние        |          | æ        |         |         | ɑː     | ɒ       |

### Морфология
В современном английском языке полностью отсутствует склонение (исключение составляют некоторые местоимения). Количество форм глаголов составляет четыре или пять (в зависимости от взгляда на форму 3-го лица единственного числа с окончанием -s: её можно считать отдельной глагольной формой или вариантом настоящего времени), это компенсируется разветвлённой системой аналитических форм.
Твёрдый порядок слов, приобретающий, как и в других аналитических языках, синтаксическое значение, делает возможным, и даже порой необходимым, уничтожение формально-звуковых различий между частями речи: «she prefers to name him by his name» — «она предпочитает называть его по имени». В первом случае «[to] name» — глагол «называть», а во втором «name» — существительное со значением «имя». Такой переход (превращение одной части речи в другую без внешних изменений) называется в языковедении конверсией.
Характерные случаи конверсии:
- Существительное становится глаголом: «water» — «вода» и «to water» — «поливать»; «wire» — «проволока» и «to wire» — «телеграфировать»; «love» — «любовь» и «to love» — «любить»;
- Прилагательное становится глаголом: «master» — «искусный, квалифицированный, профессиональный» и «to master» — «овладеть в совершенстве»;
- Наречие становится глаголом: «down» — «вниз» и «to down» — «спустить»;
- Междометие становится глаголом: «shush!» — «шшш!» (призыв к тишине) и «to shush» — глагол во фразе «Simon shushed him quickly as though he had spoken too loudly in church», «шикнуть»;
- Глагол становится существительным: «to run» — «бежать» и «the run» — «пробежка», «забег»; «to smell» — «обонять», «пахнуть» и «the smell» — «запах»;
- Существительное становится прилагательным: «winter» — «зима» и «winter month» — зимний месяц;
- Наречие становится прилагательным: «above» — «над» и «the above remark» — «вышеуказанное замечание».

#### Глагол
Каждый английский глагол имеет четыре основные словоформы:
1. форма инфинитива, infinitive: to go = «идти, ходить, пойти»;
2. форма прошедшего неопределённого времени, past indefinite: went = «пошёл»;
3. форма причастия прошедшего времени, past participle — выполняет функции страдательного причастия или причастия глагола совершенного вида: gone = «ушедший»;
4. форма причастия настоящего времени, present participle/gerund — выполняет функции действительного причастия, деепричастия или отглагольного существительного (герундия): going = «идущий», «шедший», «идя», «хождение».

Английские глаголы слабо изменяются по лицам, большинство из них только принимают окончание -s в третьем лице единственного числа.
Хотя большинство глаголов образуют формы прошедшего времени правильным способом — с помощью суффикса -ed (work: worked; worked), существует значительное количество неправильных глаголов, использующих супплетивы (go: went; gone).
Система спряжения глаголов по временам составляется аналитическим способом: к одной из этих четырёх форм основного глагола присоединяются соответствующие формы двух вспомогательных глаголов to be («быть») и to have («иметь»).
Исходя из его аналитичности, в английском языке насчитывают в общей сложности 12 грамматических времён или видовременных форм. Три основных времени, как и в русском языке, — это настоящее (present), прошедшее (past) и будущее (future; иногда отдельно рассматривают также форму будущего в условном наклонении, используемую при согласовании времён в сложных предложениях, — так называемое «будущее в прошедшем», future in the past). Каждое из этих времён может иметь четыре вида:
1. простое, или неопределённое (simple, indefinite),
2. длительное, или продолженное (continuous, progressive),
3. совершённое (perfect),
4. совершённое длительное (perfect continuous/perfect progressive).

Соединяясь, эти грамматические категории образуют такие видово-временные формы, как, например, простое настоящее (present simple) или будущее совершённое длительное (future perfect progressive).

### Синтаксис
Порядок слов в предложении в основном строгий (в простых повествовательных предложениях это «подлежащее — сказуемое — дополнение»). Нарушение этого порядка, так называемая инверсия, встречается в английском языке (кроме вопросительных оборотов, которые обычны) реже, чем в родственных ему германских языках. Если, например, в немецком языке инвертированное предложение лишь меняет логическое ударение в нём, то в английском инверсия придаёт предложению более эмоциональное звучание.
- Для повествовательного предложения (как утвердительного, так и отрицательного) характерен прямой (The Direct Order of Words) порядок слов: (обстоятельство времени) — подлежащее — сказуемое — прямое дополнение (без предлога) — косвенное дополнение (с предлогом) — обстоятельства — обстоятельство времени, места или образа действия.
- Для общего вопросительного предложения (General Questions) характерен инверсный (The Inverted Order of Words) порядок слов:

глагол (обычно вспомогательный) — подлежащее — смысловой глагол — второстепенные члены предложения.
Исключение составляют вопросительные предложения к повествовательным предложениям с to be (быть) и модальными глаголами (can — мочь, уметь, may — быть возможным или дозволенным, dare — сметь). В таких случаях при вопрошении этот глагол, будучи смысловым, просто ставится перед подлежащим: Is she a student? Can he drive?
- Для вопросительного предложения со специальным вопросом (Special Questions) характерно то, что на первом месте всегда стоит вопросительное слово (например, who, whom, what, whose, which, where, when, why, how). Причём, если вопрос обращён к подлежащему или его определению, то далее в предложении порядок слов прямой. Если же вопрос обращён к любому другому члену предложения, кроме подлежащего или его определения, то далее порядок слов в предложении обратный.

### Лексика
В лексике по её происхождению выделяются древнейший индоевропейский пласт, затем общегерманская лексика, появившаяся после отделения германских племён от остальных индоевропейцев, собственно английская лексика последующих периодов и заимствования, проникавшие в язык несколькими волнами (грецизмы и латинизмы в научной и религиозной (христианство) сферах, заимствования из старофранцузского времён норманнского завоевания).
Английский язык обладает громадным лексическим богатством: полный словарь Уэбстера насчитывает около 425 000 слов. Это лексическое богатство по своей этимологии распределяется примерно следующим образом: слов германского происхождения — 30 %, слов латинско-французского происхождения — 55 %, слов древнегреческого, итальянского, испанского, португальского, голландского, немецкого и т. п. происхождения — 15 %. Иначе обстоит дело, если от слов, заключающихся в словаре, обратиться к словарю живому. Относительно устного словаря можно строить только предположения, для словаря же речи письменной такая работа в отношении некоторых писателей уже проведена.

#### Средняя длина слов
Одна из характернейших особенностей английского языка — короткое слово.
Результат подсчёта числа односложных слов в отрывках:
| Автор    | Общее число слов | Общее число слов | Односложных слов | Односложных слов | в %% | в %% |
| -------- | ---------------- | ---------------- | ---------------- | ---------------- | ---- | ---- |
| Маколей  | 150              | 102              | 112,5            | 54               | 75   | 53   |
| Диккенс  | 174              | 123              | 126              | 76               | 72,5 | 61,8 |
| Шелли    | 136              | 102              | 103              | 68               | 76   | 66,8 |
| Теннисон | 248              | 162              | 199              | 113              | 82,4 | 70   |

Первые вертикальные ряды — результат подсчёта всех слов, вторые — результат подсчёта, при котором повторяющиеся слова считаются за одно.
Уже из этой таблицы видно, что короткое слово в английском языке преобладает, однако есть и длинные слова, например, individualisation и даже antiestablishmentarianism (самым длинным в английском языке словом считается honorificabilitudinitatibus — 27 букв). Но таких слов в языке сравнительно немного, а главное — они редко встречаются в речи. Односложные и вообще короткие слова — чаще германского происхождения, а длинные — французского и латинского. В разговорном языке, жаргоне, в стихотворной речи коротких слов больше, чем в научной прозе и публицистике.
Слова английского языка стали короче в связи с двумя процессами, один из которых, полностью охвативший язык, — это отпадение окончаний. Этот процесс превратил синтетический древнеанглийский язык в почти чисто аналитический новоанглийский. Разительным примером подобных сокращений может служить древнее готское слово «habaidedeima», сопоставленное с имеющим то же значение английским словом «had» — «имел». Другой процесс захватывает только часть лексики английского языка — это приобретение заимствованными словами более сильного германского ударения. При этом слова сокращаются, как описано ниже.
1. Отпадает один или больше начальных слогов: «vanguard» — из старого французского «avant-guarde» — «авангард». Иногда изменённое слово сосуществует в языке вместе с более поздним, не изменённым заимствованием, и они приобретают различные значения: «history» — «история» и «story» — «рассказ».
2. Выпадает слог в середине слова: «fantasy» даёт «fancy» — «фантазия».

## Произношение
В американской индустрии развлечений стандартным считается среднезападный акцент американского английского.
В американском варианте современного английского языка альвеолярные [t], [d], [s], [z] переходят в пост-альвеолярные [t͡ʃ], [d͡ʒ], [ʃ], [ʒ] перед [j] на стыках слов в разговорной речи: hit you [hɪt͡ʃjə], heard you [hərd͡ʒjə], miss you [mɪʃjə], lose you [luʒjə]. Полностью о процессе смягчения согласных в разных языках см. Палатализация.

## Роль английского языка в современном мире
Английский язык является главным языком международного общения. Он активно используется в бизнесе, дипломатии, употребляется в работе авиадиспетчеров, морской навигации. Английский широко используется в научной и образовательной сфере, способствуя культурной глобализации. Во многом это связано с господствующей ролью США в мире. В ряде бывших британских колоний (Нигерия, Индия, Уганда, Танзания) английский язык в качестве государственного сплачивает разноязычное население этих стран.
Такие организации, как британский Союз англоязычных, способствуют изучению английского языка в мире, в частности, проводя международные конкурсы ораторского мастерства на английском для молодёжи.